# Peridroma postventa
Peridroma postventa är en fjärilsart som beskrevs av Charles Andreas Geyer 1837. Peridroma postventa ingår i släktet Peridroma och familjen nattflyn. Inga underarter finns listade i Catalogue of Life.